# Лея Бейсінанг-Руїз
Пані Лея Бейсінанг-Руїз (англ. Leah Basinang-Ruiz) — філіппінська дипломатка. Надзвичайний і Повноважний Посол Філіппін в Україні за сумісництвом (з 2020).

## Життєпис
Посол Лія Басінанг-Руїз здобула ступінь бакалавра з іноземної служби в Університеті Філіппін. Вона отримала диплом з дипломатії в Оксфордському університеті, та магістра політичних наук в Університеті Філіппін.
Вона працювала в Департаменті закордонних справ на різних посадах з моменту складання іспиту на посаду іноземних службовців у 1986 році. З тих пір вона працювала помічником директора, тоді виконувачем обов'язки директора Офісу з європейських справ, виконувачем обов'язки директора Офісу у справах АСЕАН, директором Офісу ООН та інших міжнародних організацій (ООН) та виконавчим директором ООН.
За кордоном вона представляла Філіппіни на посадах третього секретаря та віце-консула, а потім другого секретаря та консула посольства Філіппін у Веллінгтоні, Нова Зеландія. Після трирічного перебування в Новій Зеландії її перевели в посольство Філіппін у Куала-Лумпурі як другого секретаря та консула, а потім першого секретаря та консула.
У 1996—2007 рр. — вона працювала першим секретарем і консулом, а потім міністром і генеральним консулом в посольстві Філіппін у Канберрі.
У 2010 році працював заступником глави місії в посольстві Філіппін у Берліні. Вона працювала тимчасовим повіреним у справах Філіппін в Німеччині.
У 2011—2016 рр. — вона була першою жінкою-послом Філіппін в Лівані.
З 11 липня 2019 року — Надзвичайний і Повноважний Посол Філіппін у Варшаві. Посольство має акредитацію Філіппін в Естонії, Латвії, Литві та Україні.
11 грудня 2020 року — вручила вірчі грамоти Президенту України Володимиру Зеленському.